# Cosmocampus hildebrandi
Cosmocampus hildebrandi är en fiskart som först beskrevs av Earl Stannard Herald 1965.  Cosmocampus hildebrandi ingår i släktet Cosmocampus och familjen kantnålsfiskar. Inga underarter finns listade i Catalogue of Life.